# Pârâul Timișoarei
Pârâul Timișoarei este un afluent al râului Valea Roșie. 

## Hărți
- Harta interactivă județul Arad
- Harta Munții Zarand  Arhivat în 27 mai 2008, la Wayback Machine.